# Гай Випстан Апрониан
Гай Випстан Апрониан (лат. Gaius Vipstanus Apronianus) — политический деятель эпохи ранней Римской империи.
В 59 году Апрониан занимал должность ординарного консула вместе с Гаем Фонтеем Капитоном. Кроме того, он с 57 до, по крайней мере, 86 года входил в состав коллегии арвальских братьев.
После гибели императора Гальбы 15 января 69 года римские провинции одна за другой присягали на верность новому государю Отону. Среди них была и Африка, проконсулом которой в то время был Апрониан. Очевидно, он был назначен на этот пост в 68/69 году, так как это видно из слов Тацита, что провинция поспешно присягнула на верность Отона, возможно, до конца января 69 года.